# 拓跋副叶
拓跋副叶（?—?），唐朝时党项首领。
拓跋副叶官至寧州、丹州等州刺史，金紫光祿大夫、檢校司空、兼御史大夫，上柱國。其子銀州防禦度支營田等使，金紫光祿大夫、檢校太保、兼御史大夫，上柱國李重遂，曾孫李仁寶。他的子侄輩有拓跋重建，孫輩有拓跋思恭、拓跋思忠。 拓跋思忠的玄孫是夏太祖李繼遷。